# Liste des évêques d'Ogdensburg
La liste des évêques d'Ogdensburg recense les noms des évêques qui se sont succédé sur le siège épiscopal d'Ogdensburg dans l'État de New York aux États-Unis, depuis la fondation du diocèse d'Ogdensburg (Dioecesis Ogdensburgensis) le 15 février 1872, par détachement de celui d'Albany.

## Évêques
- 15 février 1872-† 5 décembre 1891 : Edgar Wadhams (Edgar Philip Prindle Wadhams)
- 20 décembre 1891-† 23 avril 1921 : Henry Gabriels
- 21 novembre 1921-† 20 mars 1939 : Joseph Conroy (Joseph Henry Conroy)
- 20 mars 1939-† 13 novembre 1942 : Francis Monaghan (Francis Joseph Monaghan)
- 5 juin 1943-19 août 1953 : Bryan McEntegart (Bryan Joseph McEntegart)
- 19 janvier 1954-16 avril 1957 : Walter Kellenberg (Walter Philip Kellenberg)
- 8 mai 1957-12 février 1963 : James Navagh (James Johnston Navagh)
- 13 mai 1963-† 9 octobre 1963 : Léo Smith (Léo Richard Smith)
- 28 février 1964-24 mai 1968 : Thomas Donnellan (Thomas Andrew Donnellan)
- 22 octobre 1968-11 novembre 1993 : Stanislaus Brzana (Stanislaus Joseph Brzana)
- 11 novembre 1993-25 janvier 1999 : Paul Loverde (Paul Stephen Loverde)
- 26 octobre 1999-1er juillet 2003 : Gérald Barbarito (Gérald Michaël Barbarito)
- 9 mars 2004-21 avril 2009 : Robert Cunningham (Robert Joseph Cunningham)
- depuis le 23 février 2010 : Terry LaValley (Terry Ronald LaValley)

## Sources
- (en) Fiche du diocèse sur le site catholic-hierarchy.org